# CST-100 Starliner
| CST-100 Starliner                         | CST-100 Starliner                                                                                        |
| ----------------------------------------- | --- |
| Explosionszeichnung des CST-100 Starliner | |
| Beschreibung                              | |
| Entwicklungsland:                         | Vereinigte Staaten                                                                                       |
| Hersteller:                               | Boeing                                                                                                   |
| Besatzung:                                | bis zu 7 Personen                                                                                        |
| Erstflug:                                 | 4. November 2019: Pad abort test 20. Dezember 2019: unbemannter Orbitalflug 5. Juni 2024: bemannter Flug |
| Status:                                   | in Erprobung                                                                                             |
| Trägerrakete:                             | Atlas 5                                                                                                  |
| Technische Daten                          | |
| Höhe:                                     | |
| Durchmesser:                              | 4,5 m |
| Innenvolumen:                             | |
| Startmasse:                               | |

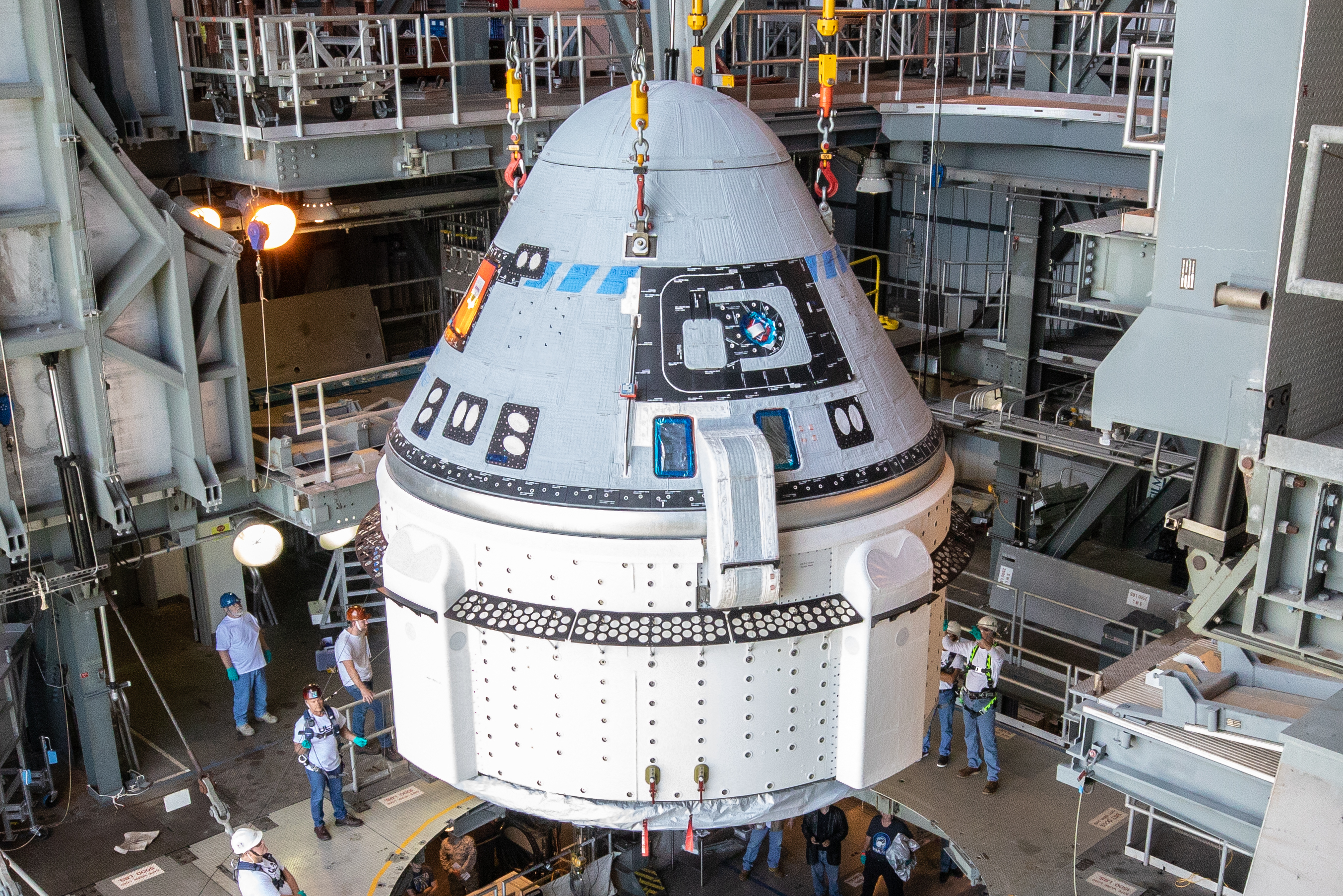
Der Starliner bei einer Testvorbereitung

Der CST-100 Starliner (CST für englisch Crew Space Transportation) ist ein bemanntes und wiederverwendbares Raumschiff, das von Boeing im Auftrag der NASA für Flüge zur ISS entwickelt wurde. Es befindet sich im Stadium der Erprobung und Zertifizierung für regelmäßige bemannte Raumfahrtmissionen. Das Raumschiff sollte nach ursprünglichen Planungen bis 2017 einsatzbereit sein, jedoch verzögerten technische Unzulänglichkeiten mehrfach die Inbetriebnahme. Am 5. Juni 2024 erfolgte im Rahmen der Testmission Boe-CFT der erste bemannte Start. Auf dem Flug zur ISS traten technische Probleme mit dem Antriebssystem auf, weshalb die NASA im August 2024 bekanntgab, dass die Raumkapsel aus Sicherheitsgründen ohne Besatzung zur Erde zurückkehren wird und die zwei Astronauten die ISS mit der Crew-Dragon-Kapsel von Boeing-Konkurrent SpaceX verlassen sollten. Die unbemannte Kapsel landete am 7. September 2024 sicher am vorgesehenen Landeplatz in New Mexico. Die Mission wurde als Misserfolg gewertet und es wurde erwartet, dass Fehlersuche und -behebung die Aufnahme des kommerziellen Betriebs weiter verzögern würden.

## Entwicklung und Erprobung

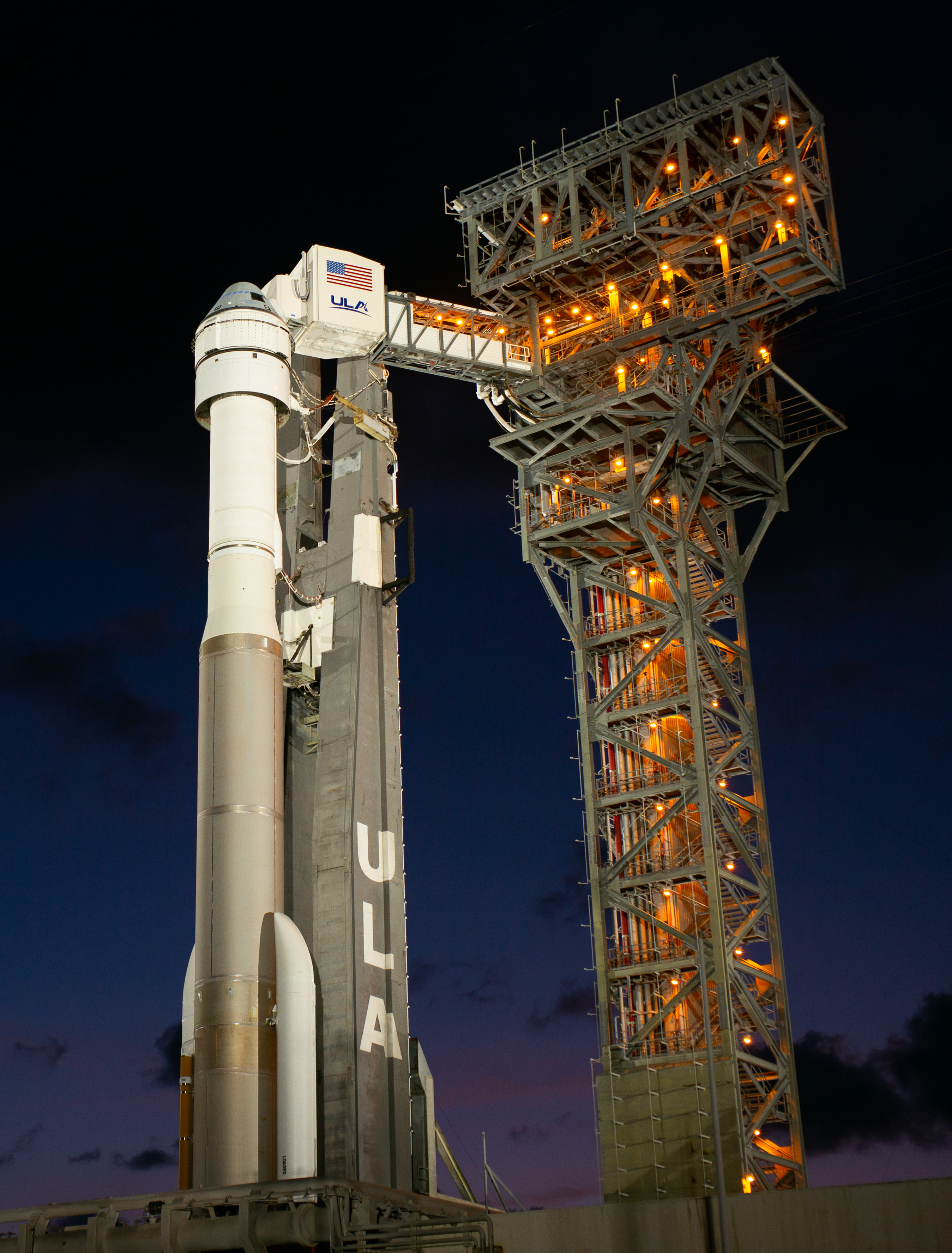
Eine Atlas V mit dem CST-100 des Orbital Flight Test auf der Startrampe mit dem Serviceturm (18. Dezember 2019)

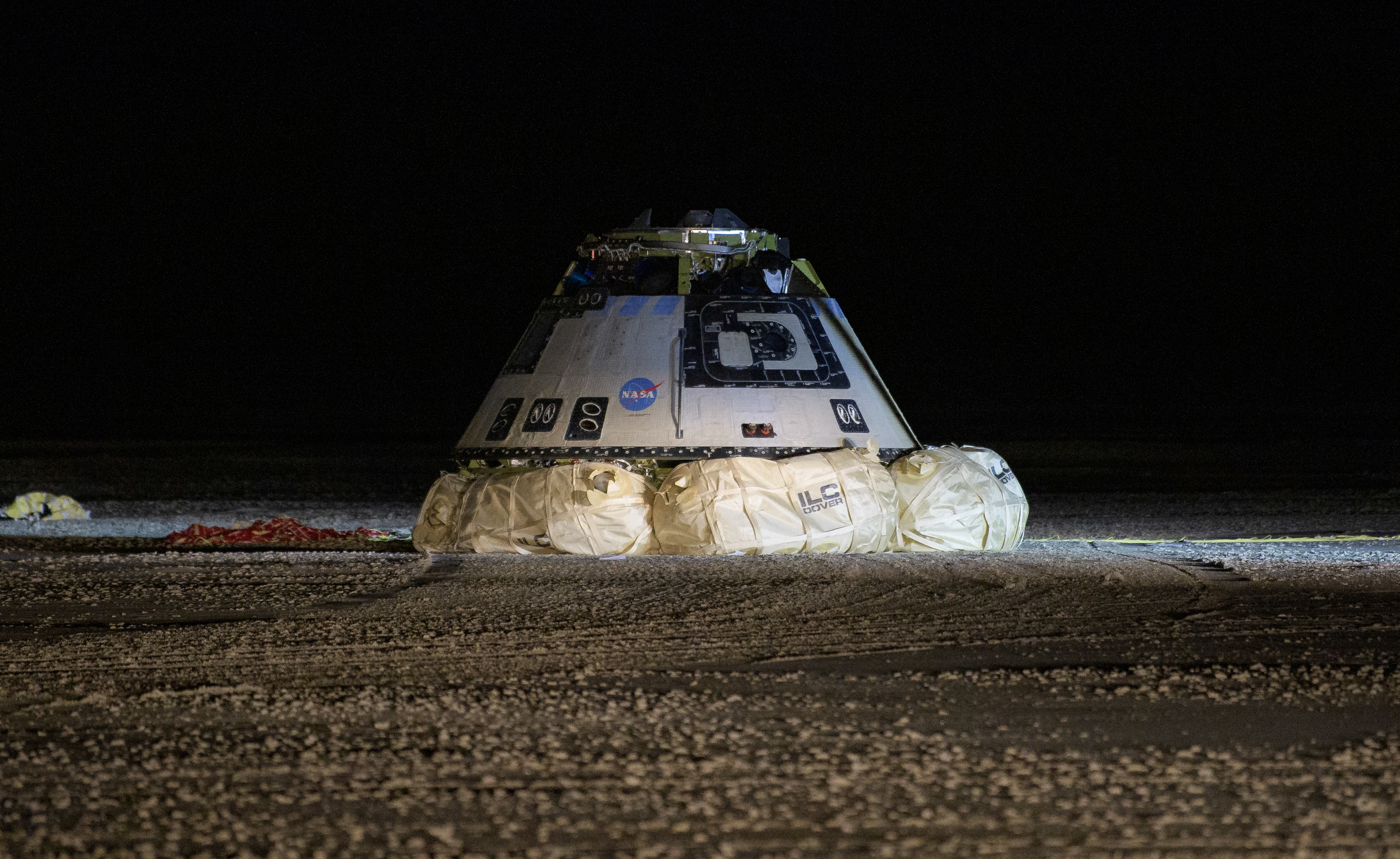
Das CST-100 des Orbital Flight Test am 22. Dezember 2019 nach der Landung

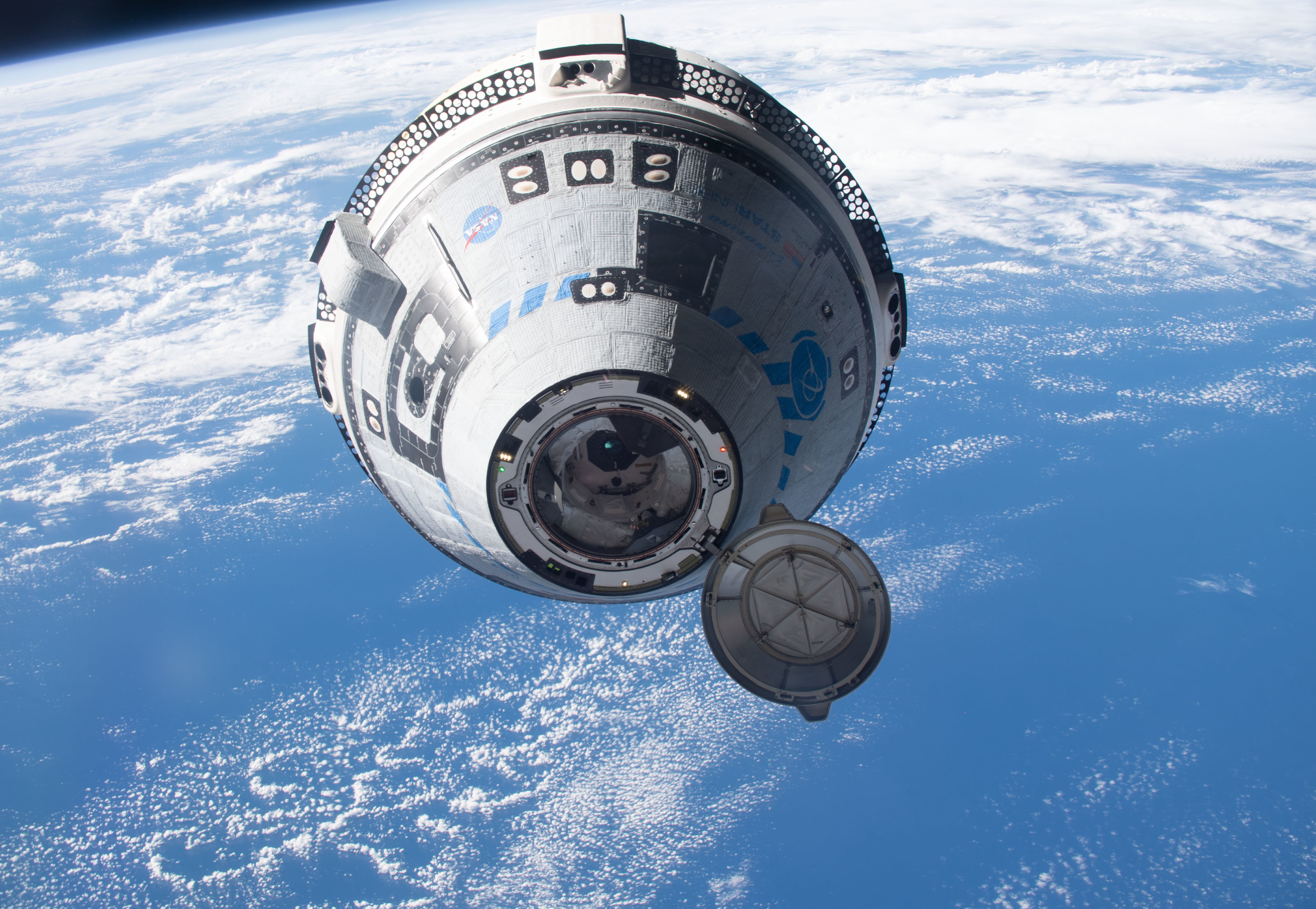
Der Starliner des OFT-2 kurz vor dem Andocken an die ISS

Die Entwicklung des CST-100 Starliner wurde mit knapp 5 Milliarden US-Dollar von der NASA im Rahmen der Programme COTS, CCDev und CCiCap finanziert, um den Transport von Ausrüstungen, Gütern und Besatzungen zur Internationalen Raumstation zu gewährleisten. Als Trägerrakete kommen die Atlas V, die Falcon 9 und die Vulcan in Frage. Die Vulcan ist bislang allerdings nicht für bemannte Flüge zugelassen, und für die Falcon 9 wurde kein Adapter entwickelt. Für die ersten Flüge wurde die Atlas V verwendet, die von der United Launch Alliance vermarktet wird, einem Joint Venture zwischen Lockheed Martin und Boeing.
Im September 2011 fand ein erster Test des Airbagsystems statt. Dabei wurde ein Prototyp aus anderthalb Kilometern Höhe über der Mojave-Wüste abgeworfen. Im April 2012 wurde erstmals das Hauptfallschirmsystem erprobt, indem aus drei Kilometern Höhe ein Prototyp über der Wüste Nevadas fallengelassen wurde. Im Juli des folgenden Jahres stellte Boeing ein Mock-Up der CST-100 Starliner-Kapsel vor. Zwei NASA-Astronauten (Serena Auñón und Randolph Bresnik) testeten die Inneneinrichtung. Im September 2013 wurden die Steuertriebwerke des CST-100 Starliners erprobt, mit denen das Raumschiff manövrieren sowie abbremsen kann.
Am 4. November 2019 wurde beim Pad Abort Test das Rettungssystem erprobt. Obwohl einer von drei Fallschirmen nicht öffnete, gelang die unbeschadete Landung des Raumschiffs.
Der erste, unbemannte orbitale Testflug (Boe-OFT) fand am 20. Dezember 2019 statt. Nach der Trennung von der Atlas-Oberstufe ging durch unplanmäßiges Zünden von Steuertriebwerken so viel Treibstoff verloren, dass der Starliner nicht mehr – wie geplant – die Internationale Raumstation ansteuern konnte. Da das Raumschiff nur zwei Tage lang eigenständig im All verbleiben kann, wurde die Mission abgebrochen. Am Morgen des 22. Dezember 2019 spielte Boeing ein Software-Update ein, das einen schwerwiegenden Fehler in der Ansteuerung der Triebwerke behob und womöglich einen Verlust des Raumschiffs verhinderte. Wenige Stunden danach gelang eine sichere Landung der Besatzungskapsel des CST-100 in der Wüste von White Sands im Süden des US-Bundesstaats New Mexico.
Nach dem teilweise gescheiterten Test wurden 80 „Korrekturmaßnahmen“ (corrective actions) auferlegt, die die Software des Raumschiffs und die Software-Entwicklungsprozesse im Starliner-Programm betrafen und bis Juni 2021 umgesetzt wurden. Außerdem vereinbarten die NASA und Boeing eine Wiederholung des Flugs als Orbital Flight Test-2. Dieser sollte am 29. Juli 2021 stattfinden, wurde jedoch wegen einer Fehlfunktion des russischen Moduls Nauka kurz nach dessen Andocken an die ISS zunächst um vier Tage verschoben, dann wegen mehrerer klemmender Ventile im Treibstoffsystem des Starliners auf unbestimmte Zeit. Tatsächlich erfolgte der Start dann am 19. Mai 2022 um 22:54 Uhr UTC. Die Kapsel dockte am 21. Mai erfolgreich an die ISS an und am 25. Mai wieder ab, die Landung erfolgte um 22:49 Uhr UTC.
Als Testpiloten für den ersten bemannten Testflug (Boe-CFT) nominierte die NASA am 3. August 2018 Christopher Ferguson, Nicole Aunapu Mann und Eric Boe. Boe wurde im Januar 2019 aus gesundheitlichen Gründen durch Michael Fincke, und Ferguson im Oktober 2020 aus persönlichen Gründen durch Barry Wilmore ersetzt. Beim zweiten bemannten Starliner-Flug sollten Josh Cassada, Sunita Williams, Jeanette Epps und Kōichi Wakata die Besatzung bilden. Infolge der Verzögerungen beim Starliner wurden Mann, Cassada und Wakata im Oktober 2021 der Mission SpaceX Crew-5 zugeteilt und die Zuteilung von Epps überdacht. Später wurde sie SpaceX Crew-8 zugeteilt.

## Aufbau
Wie bei Apollo besteht das Raumschiff aus einem Mannschafts- und einem Servicemodul.
Das kegelförmige Mannschaftsmodul hat einen Durchmesser von 4,5 Metern und soll eine Besatzung von sieben Personen aufnehmen können. Die Astronauten sitzen in zwei Reihen übereinander, vier in der unteren, drei in der oberen. Die Kapsel verfügt über drahtloses Internet, eine „Sky-Lighting“-LED-Beleuchtung, Sitze, die den Aufprall ähnlich wie bei Sojus abdämpfen, sowie über moderne, tablet-ähnliche Bordcomputer. An der Spitze befindet sich der IDSS-kompatible Kopplungsadapter, mit dem das Raumschiff an die IDA-Kopplungsstutzen der ISS andocken kann.
Das Servicemodul ist in eine Mittel- sowie sechs Außensektionen unterteilt. In den Außensektionen befinden sich die Tanks. Für Bahnänderungen sind 20 Kleintriebwerke mit je etwa 2,2 kN Schub vorhanden; hinzu kommen 28 Lageregelungstriebwerke mit jeweils ca. 0,5 kN Schub. Weitere 4 × 200 kN werden von vier RS-88-Triebwerken erzeugt, die nur in Notfallsituationen während Starts aktiviert werden, um das Raumschiff aus dem Gefahrenbereich zu befördern. Auf diese Weise kann auf eine Rettungsrakete verzichtet werden. Als Brennstoff für die Triebwerke dient eine hypergole Treibstoffmischung aus Monomethylhydrazin und Distickstofftetroxid.

## Flugprofil
Das Raumschiff startet vom Cape Canaveral Space Launch Complex 41 und soll 60 Stunden autonom fliegen können. Die anzufliegenden Raumstationen sollen innerhalb von 24 Stunden nach dem Start erreicht werden, mit einer Reserve von weiteren 24 Stunden. Angedockt an eine Raumstation soll ein CST-100 Starliner bis zu 210 Tage im All bleiben können. Bei der Landung soll es zunächst durch Fallschirme abgebremst werden und dann, abgefedert durch Airbags, auf dem Festland auf ausgetrockneten Seen aufsetzen. Alternativ soll auch eine Wasserung im Ozean möglich sein.
Das Mannschaftsmodul des CST-100 soll bis zu zehn Mal wiederverwendbar sein. Das Servicemodul verglüht jeweils bei der Rückkehr in der Erdatmosphäre.

## Missionen
Stand der Liste: 27. März 2025
| Nr.     | Mission                                                     | Startdatum (UTC)         | Flugdauer       | Trägerrakete  | Startplatz   | Anmerkungen |
| ------- | ----------------------------------------------------------- | ------------------------ | --------------- | ------------- | ------------ | --- |
| 1.      | Boe-OFT                                                     | 20. Dezember 2019, 11:36 | 2 d 01:22 h     | Atlas V (N22) | CCAFS SLC-41 | unbemannt, Teilerfolg (Start und Landung erfolgreich, aber zu niedriger Orbit für ISS-Docking)                                |
| 2.      | OFT-2                                                       | 19. Mai 2022, 22:54      | 5 d 23:55 h     | Atlas V (N22) | CCSFS SLC-41 | unbemannt, Erfolg |
| 3.      | Boe-CFT                                                     | 05. Juni 2024, 14:52     | 93 d 13:09 h    | Atlas V (N22) | CCSFS SLC-41 | Besatzung: Barry Wilmore, Sunita Williams; Teilerfolg (Start und Docking erfolgreich, Rückkehr ohne Crew) Rufzeichen: Calypso |
| Geplant |                                                             |                          |                 |               |              | |
|         | Starliner-1                                                 |                          |                 | Atlas V (N22) | CCSFS SLC-41 | Vorläufige Besatzung: Scott Tingle, Joshua Kutryk, zwei weitere Astronauten; könnte auch unbemannt starten.                   |
|         | Starliner-2 Starliner-3 Starliner-4 Starliner-5 Starliner-6 | jährlich                 | je ca. 6 Monate | Atlas V (N22) | CCSFS SLC-41 | fünf geplante Missionen |